# Cystostemon macranthera
Cystostemon macranthera är en strävbladig växtart som först beskrevs av Gürke, och fick sitt nu gällande namn av A.G. Miller och H. Riedl. Cystostemon macranthera ingår i släktet Cystostemon, och familjen strävbladiga växter. Inga underarter finns listade i Catalogue of Life.